# Klient poczty elektronicznej
Uzasadnienie: Ten sam opis, co w artykule „Program poczty elektronicznej”, więc albo zintegrować, albo zmienić definicję.

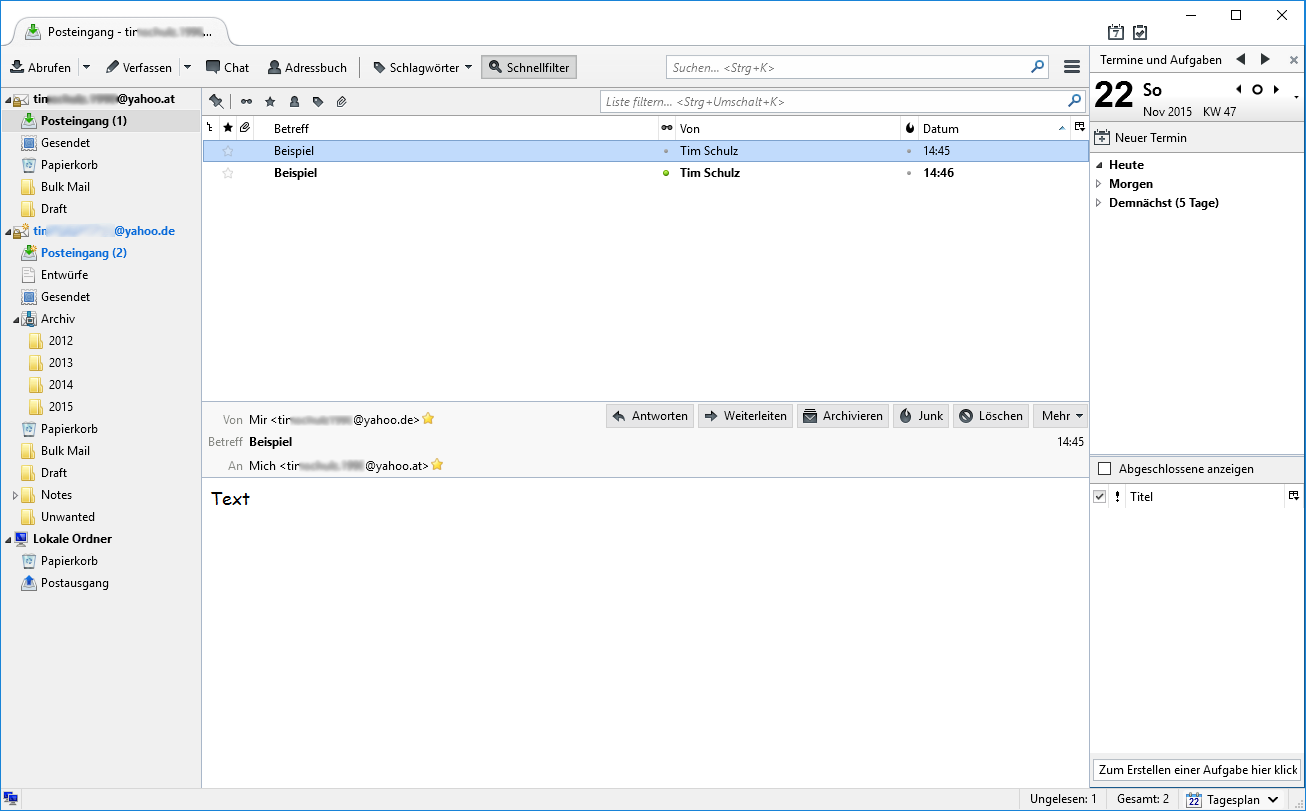
Mozilla Thunderbird – jako przykład klienta poczty elektronicznej

Klient poczty elektronicznej (ang. email client) – program służący użytkownikowi komputera do odbioru i wysyłania poczty elektronicznej.
W przypadku wysyłania poczty program ten, korzystając z protokołu SMTP, łączy się z serwerem poczty elektronicznej (MTA) i wysyła mu e-mail'e. W przypadku odbierania poczty, MUA łączy się z MTA i odbiera ją korzystając z protokołów POP3 lub IMAP.

## Klienty poczty elektronicznej
| Nazwa programu                         | System operacyjny       | Informacje dodatkowe                                                                        |
| -------------------------------------- | ----------------------- | ------------------------------------------------------------------------------------------- |
| Akira22                                | Windows                 | Potrzebna licencja z kodem                                                                  |
| Apple Mail                             | macOS                   | Jest dostarczany wraz z systemem macOS                                                      |
| Balsa                                  | Linux                   | GNOME, X11                                                                                  |
| Becky! Internet Mail                   | Windows                 | Potrzebna licencja z kodem                                                                  |
| Bloomba                                | Windows                 | –                                                                                           |
| Brightmail                             | Windows                 | –                                                                                           |
| cbConnect by CanyonBridge              | Internet                | –                                                                                           |
| Claws Mail                             | Windows, Linux          | X11, GPL                                                                                    |
| Columba                                | Windows, macOS, Linux   | GPL                                                                                         |
| Datula                                 | Windows                 | –                                                                                           |
| Delta Mail                             | Windows                 | –                                                                                           |
| EdMax                                  | Windows                 | –                                                                                           |
| Elm                                    | Linux                   | GPL                                                                                         |
| Elmo                                   | Linux                   | GPL                                                                                         |
| Eudora                                 | Windows, macOS, Palm OS | –                                                                                           |
| Eureka Email                           | Windows                 | –                                                                                           |
| Evolution                              | Linux                   | X11, GPL                                                                                    |
| Forté Agent                            | Windows                 | –                                                                                           |
| Gaucho                                 | Windows                 | –                                                                                           |
| Gnus                                   | Windows, macOS, Linux   | GPL                                                                                         |
| Hellcore Mailer                        | Windows                 | Licencja bez płatnego kodu                                                                  |
| IncrediMail                            | Windows                 | –                                                                                           |
| KMail                                  | Linux                   | Standardowy klient poczty elektronicznej dostarczany wraz ze środowiskiem KDE, X11          |
| Microsoft Entourage                    | macOS                   | –                                                                                           |
| Microsoft Outlook oraz Outlook Express | Windows, macOS          | –                                                                                           |
| Mozilla Thunderbird                    | Windows, macOS, Linux   | Samodzielny produkt wchodzący pierwotnie w skład pakietu Mozilla Application Suite.         |
| Mutt                                   | Linux                   | GPL                                                                                         |
| NetMail                                | Windows                 | –                                                                                           |
| Netscape Messenger                     | Windows, macOS, Linux   | –                                                                                           |
| Novell GroupWise                       | Windows                 | –                                                                                           |
| nPOP                                   | Windows                 | –                                                                                           |
| nPOPQ                                  | Windows                 | –                                                                                           |
| Nuvista Email                          | Windows                 | –                                                                                           |
| Opera Mail                             | Windows, macOS, Linux   | Klient w przeglądarce internetowej Opera                                                    |
| Outlook Web Access (OWA)               | Internet                | –                                                                                           |
| Palm VersaMail                         | Palm OS                 | –                                                                                           |
| Pegasus Mail                           | Windows                 | –                                                                                           |
| Pine                                   | Windows, macOS, Linux   | –                                                                                           |
| PlexMailer                             | Windows                 | –                                                                                           |
| PMMail                                 | Windows                 | –                                                                                           |
| PocoMail                               | Windows                 | Potrzeba licencji z kodem                                                                   |
| SeaMonkey                              | Windows, macOS, Linux   | Bezpośredni następca pakietu Mozilla Application Suite. Program na licencji MPL             |
| SquirrelMail                           | Linux                   | Webmail klient pod platformę Linux. Interfejs WWW zaprogramowany w języku PHP. Licencja GPL |
| Sylpheed                               | Windows, Linux          | X11, GPL                                                                                    |
| The Bat!                               | Windows                 | Potrzebna licencja z kodem                                                                  |
| TuruKame Mail                          | Windows                 | –                                                                                           |
| Visual Mail                            | Windows                 | –                                                                                           |
| VSMail Client                          | Windows                 | –                                                                                           |
| WeMail32                               | Windows                 | –                                                                                           |
| WinBiff                                | Windows                 | –                                                                                           |
| Windows Live Mail                      | Windows                 | –                                                                                           |
| WinMail                                | Windows                 | –                                                                                           |